# Борисова, Тамара Николаевна
Тама́ра Никола́евна Бори́сова (1932—2010) — советский металлург, Герой Социалистического Труда (1971).

## Биография
Окончила Белорусский политехнический институт (1955), инженер-металлург.
Почётный гражданин города Сатки. Герой Социалистического Труда (1971). Награждена орденом Ленина (1971), медалями.
С 1955 года — на Саткинском заводе «Магнезит»: мастер, начальник, технолог цеха металлургического порошка № 3.
Реализовала комплекс мер по интенсивному развитию цеха путём повышения коэффициента использования действующего оборудования. Совершенствовала технологию изготовления порошков, улучшая их качество и наращивая количество выпускаемой продукции. Депутат Совета Союза Верховного Совета СССР Верховного Совета СССР 6-го созыва (1962), делегат XVII съезда профсоюзов СССР.

## Награды
- Медаль «Серп и Молот»;
- орден Ленина.